# Eurhynchium huitomalconum
Eurhynchium huitomalconum là một loài Rêu trong họ Brachytheciaceae. Loài này được (Müll. Hal.) E.B. Bartram mô tả khoa học đầu tiên năm 1946.